# Saison 2023-2024 de l'ASM Clermont Auvergne
Cette page présente la saison 2023-2024 de l'ASM Clermont Auvergne en Top 14, en Challenge Cup, ainsi qu'en Supersevens.
Lors de cette saison, le club termine le Top 14 à la huitième place, synonyme de qualification pour la prochaine édition de la Champions Cup, et manque de peu la qualification pour les phases finales du championnat. En Challenge Cup, l'équipe est éliminée en demi-finale, tandis qu'en Supersevens elle termine la compétition à la troisième place, son meilleur classement jusque-là.

## Résumé de la saison précédente
Lors de la saison 2022-2023, l'ASM Clermont Auvergne réalise une nouvelle saison mitigée avec une dixième place obtenue synonyme de non-qualification en phases finales du Top 14 pour la seconde année consécutive. De plus, cette dixième place en championnat ne permet pas à l'ASM de se qualifier pour la Champions Cup 2023-2024.
En Champions Cup, l'ASM Clermont termine à la neuvième place de la poule B, ce qui ne lui permet pas de se qualifier pour les huitièmes de finale de la compétition mais elle est cependant repêchée en Challenge Cup où elle se fait éliminer en quart de finale par les Scarlets.
En Supersevens, l'ASM Clermont ne dépasse jamais le stade des huitièmes de finale et termine la compétition à la dixième place du classement général.
De plus, le président Jean-Michel Guillon fait son départ du club et est remplacé par Jean-Claude Pats.

## Transferts

### Départs et prêts

#### Joueurs

##### Avant-saison
Au niveau des départs, l'ASM Clermont voit plusieurs de ses cadres faire leur départ tels que le capitaine Arthur Iturria à l'Aviron bayonnais, Judicaël Cancoriet, troisième ligne aile, au Stade rochelais, ainsi que Damian Penaud, ailier ou centre, à l'Union Bordeaux Bègles, trois joueurs passés par le centre de formation et champion de France en 2017 avec le club,.
Les autres transferts sont Valentin Simutoga, pilier espoir, qui rejoint le Lyon OU ; Adrien Pélissié, talonneur, rejoint le CA Brive ; Edward Annandale, deuxième ligne espoir, retourne en Nouvelle-Zélande au sein de la franchise des Blues ; Loïc Godener, troisième ligne centre, signe à Oyonnax ; Jacobus van Tonder (troisième ligne et deuxième ligne), Apisai Naqalevu (centre) et Jean-Pascal Barraque (arrière polyvalent) rejoignent tous les trois l'USA Perpignan ; Samuel Ezeala, centre et ailier, en fin de contrat et non conservé par l'ASM, signe à la Section paloise ; et Cheikh Tiberghien (arrière polyvalent) retourne à l'Aviron bayonnais.
De plus, Davit Kubriashvili, pilier, prend sa retraite.
Trois joueurs sont prêtés, Kévin Viallard, demi de mêlée, au Stade montois, Gabin Michet, demi d'ouverture, à l'US Carcassonne, et TJ Maguranyanga, arrière, au Valence Romans DR.

##### En cours de saison
Miles Amatosero, est dans un premier temps resigné en tant que joker Coupe du monde et fait ensuite son départ du club durant l'automne pour rejoindre les Waratahs. Fin octobre, il est annoncé qu'il reste jusqu'au 19 novembre, toujours en qualité de joker Coupe du monde, car Tomás Lavanini doit subir une intervention chirurgicale à un œil et est absent jusqu'à cette date environ, après avoir participé à cette compétition avec son pays. Caleb Timu, également joker Coupe du monde, reste au club jusqu'au 19 novembre également.
Début décembre, il est annoncé que le joueur espoir Samuel M'Foudi est prêté jusqu'à la fin de saison à l'USA Perpignan, son ancien club. Le même mois, à la suite de la blessure longue durée de son ancien coéquipier Adrien Pélissié, Benjamin Boudou, en manque de temps de jeu et n'étant plus dans les plans du staff clermontois, est prêté au club du CA Brive pour pallier cette absence en tant que joker médical jusqu'à la fin de la saison,.
Le 1er février, il est annoncé que Chris Gabriel, deuxième ligne qui n'a disputé aucun match avec l'ASM Clermont depuis son arrivée, est prêté à l'USON Nevers pour le reste de la saison.

#### Entraîneurs
Au niveau du staff, Julien Le Devedec (CA Périgueux), Jared Payne (Scarlets),, et Benson Stanley (Montpellier HR) font leur départ du club.

### Retour de prêt et arrivées pour la saison

#### Joueurs
Les jeunes joueurs, Henzo Kiteau, pilier, et Thomas Rozière, arrière ou ailier, font leur retour de prêt au sein du club.
Au niveau des transferts, Folau Fainga'a, talonneur international australien, arrive en provenance de la Western Force ; Rob Simmons, deuxième ligne international australien, vient des London Irish ; Chris Gabriel deuxième ligne, est transféré du Massey Rugby Club (en) en Nouvelle-Zélande ; Pita Gus Sowakula, troisième ligne centre ou aile international néo-zélandais, joueur des Chiefs et de Taranaki, arrive après la saison 2023 de NPC qu'il remporte avec sa province le 21 octobre, ; Marcos Kremer, deuxième ou troisième ligne international argentin et joueur du Stade français Paris, rejoint Clermont ; Jules Bousquet, demi de mêlée de l'US Dax rejoint les espoirs du club ; Enzo Sanga, demi de mêlée, fait son retour au club en provenance de Brive ; Benjamín Urdapilleta, demi d'ouverture international argentin, fait son départ du Castres olympique ; Pierre Fouyssac, centre, arrive du Stade toulousain ; et Joris Jurand, arrière ou ailier, arrive également de Brive.
En vue de la Coupe du monde 2023, Caleb Timu, troisième ligne centre international australien, signe en tant que joker Coupe du monde pour pallier les absences de Peceli Yato, Fritz Lee et Marcos Kremer,.
Au mois d'avril 2024, Anthime Hemery, troisième ligne polyvalent du Racing 92 qui a signé pour l'ASM Clermont à partir de la saison prochaine, fait son arrivée anticipée au club en tant que joker médical de Pierre Fouyssac pour la fin de saison.

##### Cas Mohamed Haouas
Début janvier 2023, Mohamed Haouas, pilier international français, s'engage officiellement à l'ASM Clermont en provenance du Montpellier HR. Cependant en mai suivant, il est placé en garde à vue pour des faits de violences conjugales et est placé en détention provisoire,. Il est ensuite condamné à un an de prison ferme aménageable, par le tribunal correctionnel de Montpellier, ce qui lui évite de retourner en détention.
Après cette condamnation judiciaire, le club clermontois annonce qu'il ne jouera pas sous ses couleurs. Il est finalement libéré de son contrat qui le liait jusqu'en 2026 à la suite d'un accord financier entre les deux parties et s'engage finalement avec le Biarritz olympique.

#### Entraîneurs
Pour le staff, ce dernier est renforcé par l'arrivée de Frédéric Charrier, entraîneur des arrières, et par Julien Laïrle, entraîneur des avants, anciens adjoints de Christophe Urios en provenance de l'Union Bordeaux Bègles. Ian Vass, spécialiste du jeu au pied, arrive également en provenance des Northampton Saints.

### Prolongations
Le 13 octobre, il est annoncé que Sébastien Bézy et Alex Newsome signent un nouveau contrat les liant jusqu'en 2026 avec le club. Une semaine plus tard, le club annonce les prolongations du capitaine Irae Simone jusqu'en 2026 avec une année en option ainsi que celle de Lucas Dessaigne, formé au club, jusqu'en 2027. Le 26 octobre, c'est au tour de deux joueurs passés par le centre de formation de prolonger : Alivereti Raka, jusqu'en 2026 avec une année en option, et Léon Darricarrère jusqu'en 2027. Le 5 décembre, l'ASM annonce deux nouvelles prolongations de joueurs professionnels, celles de George Moala jusqu'en 2026 et celle du joueur formé au club Killian Tixeront pour la même durée que son coéquipier mais avec une année supplémentaire en option. De plus, côté espoir, le jeune champion du monde des moins de 20 ans Thomas Duchêne, pilier, prolonge de deux années en espoir ainsi qu'un an en professionnel, soit jusqu'en 2027,.

## Récit de la saison 2023-2024

### Tirage au sort de la Challenge Cup
L'ASM se trouve dans la poule C de la Challenge Cup 2023-2024, elle affronte Édimbourg Rugby à domicile, Gloucester Rugby à l'extérieur, les Scarlets à domicile et l'équipe géorgienne des Black Lion à Tbilissi,.

### Matchs amicaux et choix du nouveau capitaine
L'ASM joue deux matchs amicaux avant de lancer la saison, contre l'USON Nevers Rugby et Oyonnax Rugby. Le club s'impose largement face aux Nivernais (38-21) lors du premier match. Une semaine plus tard, ils sont défaits par Oyonnax dans le cadre du Challenge Auvergne à Issoire (16-10).
Christophe Urios nomme un nouveau capitaine pour la saison, à la suite du départ d'Arthur Iturria, en la personne d'Irae Simone. Étienne Falgoux et Baptiste Jauneau sont quant à eux vice-capitaine,.

### Phase aller

#### Journées 1 à 3: début de championnat et phase pré-Coupe du monde
Pour son premier match de la saison de Top 14, l'ASM affronte Oyonnax Rugby une semaine après leur affrontement en match amical. Dans le stade Charles-Mathon, les Clermontois s'inclinent largement 36 à 17 malgré un score de parité (17-17) à la mi-temps. Les deux recrues Joris Jurand et Rob Simmons marquent leur premier essai avec Clermont.
À l'occasion de la deuxième journée, ainsi que le premier match de la saison à domicile, l'ASM reçoit l'USA Perpignan. Avant le début de la rencontre, le club clermontois honore notamment l'un de ses anciens joueurs en la personne d'Alexandre Lapandry qui a vécu une fin de carrière brutale et mouvementée avec l'ASM et l'ancienne présidence,. Après une première mi-temps où les deux équipes font preuve de nombreuses fautes techniques, l'ASM réalise une meilleure seconde période et s'impose 38-14 avec le bonus offensif. Benjamín Urdapilleta réalise son premier match avec Clermont et inscrit notamment onze points au pied.
Lors de la troisième journée, les Clermontois reçoivent le Stade rochelais, contre qui ils sont invaincus au stade Marcel-Michelin. Ces derniers, amputés de plusieurs joueurs en raison de la Coupe du monde, s'avancent avec une équipe remaniée. L'ASM, quant à elle, voit deux de ses centres déclarer forfait pour la rencontre, de ce fait le jeune Léon Darricarrère est aligné pour la première fois en professionnel, de plus le talonneur international australien Folau Fainga'a, arrivé dans la semaine, est directement titularisé pour cette rencontre. L'ASM démarre fort la rencontre en inscrivant le premier essai de la partie par l'intermédiaire de Peceli Yato au bout de trois minutes seulement, essai qui n'est cependant pas transformé. Une vingtaine de minutes plus tard, l'ancien clermontois Judicaël Cancoriet inscrit lui aussi un essai pour son retour au Michelin pour permettre à son équipe de passer devant mais Urdapilleta inscrit ensuite une pénalité de cinquante mètres à la fin de la première mi-temps pour remettre son équipe devant au tableau d'affichage 8 à 7. En début de seconde période, Thibaud Lanen écope d'un carton jaune, l'ASM encaisse seulement trois points pendant cette période d'infériorité numérique. Quelques minutes plus tard, Dillyn Leyds manque une pénalité, tandis qu'Urdapilleta en marque une qui permet à son équipe de reprendre l'avantage et de sceller le score à 11-10. L'ASM reste donc invaincue contre les Rochelais à domicile et monte à la sixième place du classement juste avant la trêve dû à la Coupe du monde.

#### Journées 4 à 9: phase post-Coupe du monde
Le 20 octobre, après une coupure de six semaines, le club clermontois affronte le Lyon OU à Roanne en match amical pour préparer la quatrième journée de Top 14 contre ce même adversaire. Les Auvergnats réalisent un match sérieux et s'imposent 36 à 26, encaissant toutefois deux essais lyonnais en fin de match à la suite d'un relâchement défensif.
Pour le compte de la quatrième journée de Top 14, comme annoncé auparavant, l'ASM Clermont se rend donc sur le terrain du Lyon OU. Malgré une première période plutôt dominée par les Clermontois avec un avantage de cinq points à la pause, 11-16, ces derniers s'inclinent finalement largement 41-22, le Lyon OU empochant par ailleurs le bonus offensif en fin de rencontre. Cette nouvelle défaite à l'extérieur vient augmenter une série d'un an sans victoire hors de leur stade pour le club clermontois, la dernière étant début octobre 2022 sur le terrain de l'USA Perpignan.
L'ASM reçoit ensuite l'Aviron bayonnais qui avait gagné au Michelin la saison précédente et se présente avec deux anciens clermontois partis cet été : Arthur Iturria et Cheikh Tiberghien, ainsi que Camille Lopez parti la saison précédente. Le club auvergnat domine la première période avec trois essais inscrits par l'intermédiaire de Bautista Delguy, Peceli Yato et Alivereti Raka tandis que Bayonne inscrit un essai et écope d'un carton jaune à l'encontre d'Iturria qui a écroulé un maul, le score à la mi-temps est alors de 22 à 7. De retour de la pause, les Basques marquent les premiers avec leur deuxième essai de l'après-midi que Lopez transforme. Cependant, l'ASM confisque ensuite le ballon et inscrit un nouvel essai signé Alex Newsome pour prendre treize points d'avance. La nouvelle recrue Pita Gus Sowakula fait son entrée en jeu pour la première fois sous le maillot clermontois, il est l'auteur d'une récupération et d'un coup de pied à suivre qui se conclut par un essai de pénalité en faveur de l'ASM ainsi que d'un nouveau carton jaune à l'encontre de Bayonne. Dans les dix dernières minutes, l'ASM inscrit deux nouveaux essais par Belleau et Raka, qui inscrit un doublé, pour sceller la victoire sur le score de 46 à 14 avec bonus offensif. Le club se classe quatrième à l'issue de cette cinquième journée.
Se rendant ensuite sur la pelouse du Montpellier Hérault Rugby, classé treizième avant cette rencontre, l'ASM a une occasion de mettre fin à une période de plus d'un an sans victoire à l'extérieur en Top 14. Pour cette rencontre, Marcos Kremer fait notamment ses débuts sous le maillot jaune et bleu après son retour de la Coupe du monde. Les Clermontois dominent la première période en inscrivant deux essais par l'intermédiaire de Bautista Delguy et George Moala tandis que Benjamín Urdapilleta se charge de les transformer et d'ajouter également une pénalité au score pour mener 17 à 3 à la mi-temps. Les visiteurs démarrent la seconde mi-temps de la même manière en ajoutant trois points de plus au tableau d'affichage. Cependant la rentrée des remplaçants héraultais ainsi que plusieurs fautes répétées de la part de l'ASM amènent un carton jaune à l'encontre de Fritz Lee. De ce fait, Montpellier parvient à inscrire deux essais transformés en supériorité numérique et revient à trois points des visiteurs. Les Auvergnats, de retour à quinze contre quinze, grâce à une bonne défense et des ballons volés en touche, dominent la fin de match sans pour autant parvenir à marquer et gagnent finalement la rencontre sur le score de 20 à 17, mettant fin à leur disette de 392 jours sans victoire à l'extérieur. Au classement, le club perd deux places malgré la victoire.
Lors des deux journées suivantes, à domicile contre le RC Toulon et à l'extérieur contre le Stade toulousain, l'ASM Clermont subit deux défaites consécutives, dont sa première de la saison à domicile, sur les scores respectifs de 30 à 27, face à des Toulonnais se présentant avec une équipe remaniée notamment et qui n'avaient plus gagné au Michelin depuis 2015, et de 31 à 10, où les Clermontois se présentent avec une formation assez rajeunie qui n'est pas récompensée de ses efforts, notamment à cause d'une décision critiquable de l'arbitre du match à un moment où le score n'est que de 7-3 en faveur des Toulousains ce dernier décide de pas mettre de carton jaune aux locaux après un croche-patte sur un joueur clermontois à quelques mètres de l'en-but adverse,. Yerim Fall, ailier, fait notamment ses débuts professionnels lors du second match. À l'issue de ce dernier, Christophe Urios se montre critique envers l'arbitrage, il estime que l'ASM est mal arbitré depuis le début de saison mais il déplore également le manque d'efficacité des siens lorsqu'ils en ont l'occasion tout en révélant être fier de ce qu'a montré l'équipe malgré le score peu flatteur.
Pour la neuvième journée, la dernière avant un bloc de deux matchs de Challenge Cup, les Clermontois reçoivent le Racing 92 leader du Top 14. Les locaux commencent fort la rencontre en marquant deux essais rapidement et mènent 14-0 après dix-sept minutes de jeu à la suite de deux essais de George Moala et Bautista Delguy. Le Racing inscrit ensuite deux pénalités dans cette première période mais reçoit un carton jaune à l'encontre de Tristan Tedder pour un plaquage sans ballon sur une action dangereuse pour l'ASM en fin de première mi-temps qui permet à Benjamín Urdapilleta de porter l'écart à 17 à 6 à la pause. De retour des vestiaires, les Clermontois ne profitent pas vraiment de leur supériorité numérique, puis se relâchent dans les dix dernières minutes, notamment après le carton jaune reçu par Daniel Bibi Biziwu coupable d'un geste d'énervement, en encaissant deux essais dont un non transformé tandis qu'Urdapilleta a également marqué deux pénalités supplémentaires dans cette seconde période. Le score final est donc de 23 à 18 pour l'ASM Clermont, qui consolide sa huitième place au classement, dans un match qui est notamment marqué par un inhabituel manque de réussite en touche pour les Clermontois,,.

#### Première coupure due à la Challenge Cup: Journées 1 & 2
L'ASM Clermont reçoit les Écossais d'Édimbourg Rugby pour son premier match de Challenge Cup de la saison. Ces derniers se présentent avec une composition d'équipe remaniée tandis que Clermont propose une équipe assez expérimentée,. Ce choix de composition est  cohérent avec l'objectif annoncé par le club de remporter la compétition. Durant la première période, l'ASM confisque le ballon et se montre efficace en inscrivant deux essais pour mener 17 à 3 à la pause. De retour des vestiaires, les Écossais se montrent plus entreprenant et inscrivent un essai d'emblée par l'intermédiaire de Javan Sebastian. Cependant les Clermontois remettent la marche en avant en milieu de seconde période et inscrivent deux autres essais pour décrocher le bonus offensif, puis un dernier essai écossais vient clore la rencontre qui se termine sur une victoire de l'ASM Clermont sur le score de 31 à 18.
Pour leur deuxième journée, les Jaunards se rendent dans le stade de Gloucester Rugby en opérant quelques changements et avec un nouveau capitaine en la personne de Fritz Lee. Malgré un début de match plutôt à l'avantage des Clermontois avec notamment un essai de Baptiste Jauneau, ces derniers concèdent deux essais en fin de première période ainsi qu'une pénalité qui permet à Gloucester de repartir avec un avantage de douze points à la pause : 22 à 10. Les Anglais parviennent à garder cet avantage au score tout le long de la deuxième mi-temps et ils s'imposent finalement 28 à 17 dans un match globalement maîtrisé. L'ASM Clermont se retrouve alors quatrième de sa poule, la dernière place qualificative pour les huitièmes de finale.

#### Journées 10, 11 & 12: déplacement à Pau, réception de Bordeaux Bègles et déplacement au Stade français
De retour en Top 14, les Auvergnats se déplacent sur le terrain de la Section paloise, invaincue à domicile depuis le début de saison. L'ASM Clermont réalise un match moyen, conjugué à un manque de réalisme au pied, et malgré un réveil tardif, ne parvient pas à s'imposer ou à ramener un point de bonus défensif en perdant sur le score de 22 à 11.
Pour son dernier match de l'année 2023, l'ASM Clermont reçoit l'Union Bordeaux Bègles dans un stade Marcel-Michelin à guichet fermé. Cette dernière se présente avec un effectif remanié avec notamment la mise en repos de Matthieu Jalibert, Louis Bielle-Biarrey et de Damian Penaud, qui ne fait donc pas son retour au Michelin, mais avec une composition d'équipe solide, le club étant sur une série de cinq victoires d'affilée toutes compétitions confondues. Tandis que les Clermontois doivent composer avec l'absence notable de Benjamín Urdapilleta, blessé. Lors de cette rencontre, les locaux sont cueillis à froid lors des dix premières minutes en encaissant un essai de 100 mètres par l'intermédiaire de Madosh Tambwe. Cependant, l'ASM réagit peu de temps après avec le deuxième essai de la saison de Rob Simmons mais Maxime Lucu vient inscrire deux pénalités supplémentaires et Tambwe son deuxième essai de la soirée pour porter le score à 20 à 7 en faveur des visiteurs à la vingt-huitième minute de jeu. Les buteurs des deux équipes inscrivent par la suite une pénalité chacun. Puis, Clermont s'établit dans le camp adverse après plusieurs pénaltouches et réussit à pousser à la faute les Bordelais, qui écopent d'un jaune, et arrive à inscrire son deuxième essai de la partie par le capitaine Étienne Falgoux. La transformation est cependant manquée par Anthony Belleau et le score est de 23 à 15 pour les Girondins. De retour des vestiaires, les Auvergnats continuent sur leur lancée en inscrivant leur troisième essai de la partie par Hériteau et reviennent à seulement un point d'écart avant que Lucu ne vienne inscrire une nouvelle pénalité pour reprendre trois points d'avance. À la soixantième minute de jeu, après avoir plus ou moins dominé depuis le retour des vestiaires, l'ASM Clermont passe enfin devant au score grâce à un essai de Bautista Delguy après un une-deux avec Alex Newsome, Belleau transforme cet essai. Ce dernier inscrit trois nouveaux points pour porter le score à 32-26 pour les locaux avant que les visiteurs ne viennent inscrire un nouvel essai par Poirot, transformé par Lucu, pour repasser devant d'un point. Cependant, le chassé-croisé continue et Belleau vient inscrire une nouvelle pénalité à trois minutes de la fin pour mener de nouveau. Toutefois, sur le renvoi bordelais, les Clermontois n'arrivent pas à se saisir du ballon et Peter Samu en profite pour aller sceller la victoire de l'Union Bordeaux Bègles sur le score de 40 à 35, c'est la deuxième défaite de la saison des Auvergnats à domicile qui voient les six premières places synonymes de phases finales s'éloigner.
Pour la douzième journée de Top 14, l'ASM Clermont se déplace à Jean-Bouin pour affronter le Stade français. Pour cette rencontre, les Clermontois présentent une composition d'équipe d'un bon niveau, avec Sébastien Bézy en tant que capitaine : le quatrième capitaine de la saison, tout comme leurs adversaires du jour. Les dix premières minutes sont plutôt dominées par les locaux, ces derniers manquent notamment deux pénalités par l'intermédiaire de Zack Henry. Cependant, Tanginoa Halaifonua est coupable d'un plaquage haut sur Marcos Kremer et écope d'un carton jaune à la treizième minute, Anthony Belleau en profite pour ouvrir le score sur pénalité dans la foulée. La suite de la première mi-temps est plutôt équilibrée et connaît de nombreuses fautes de main, mais à la toute fin de celle-ci les Parisiens parviennent à inscrire le premier essai de la partie par Lester Etien qui est ensuite transformé par Henry, le score est de 7 à 3 à la fin de ce premier acte. Les Clermontois commencent mieux la seconde période et mettent la main sur le ballon. Ils parviennent à marquer leur premier essai grâce à Pierre Fouyssac qui aplatit, Belleau manque cependant la transformation mais Clermont est devant 8 à 7. Dix minutes plus tard, à la cinquante-huitième minute, Belleau inscrit trois nouveaux points, puis trois de plus à la soixante-treizième pour porter le score à 14-7 en faveur des Auvergnats. Malheureusement pour Clermont qui semble tenir sa seconde victoire de la saison à l'extérieur, les Parisiens ne lâchent pas le match et sur une ultime attaque inscrivent l'essai du match nul à la soixante-dix-neuvième. Le match se finit donc sur un le score de 14 à 14. La paire de centre Hériteau-Fouyssac, qui a notamment évolué ensemble au SU Agen il y a quelques années, a notamment donné satisfaction durant cette rencontre en l'absence de George Moala,.

#### Journées 3 & 4 de Challenge Cup et fin de la phase aller en Top 14 à Castres
Pour la troisième journée de Challenge Cup, les Clermontois reçoivent les Gallois des Scarlets, derniers de la poule avec deux défaites en autant de rencontres. Après vingt-cinq premières minutes très disputées où le score est vierge, le centre des Scarlets Johnny Williams écope d'un carton rouge pour un plaquage dangereux sur Hériteau. Cette supériorité numérique permet à l'ASM Clermont d'inscrire le premier essai de la rencontre deux minutes plus tard grâce à Raka. Les Auvergnats marquent ensuite deux autres essais avant la mi-temps et partent au vestiaire avec un avantage de 19 à 3. En début de seconde période, les visiteurs encaissent à nouveau deux essais. Toutefois, lors de la dernière demi-heure l'ASM ne fait pas preuve de maîtrise et écope de deux cartons jaunes à l'encontre de Fouyssac et de Yato. Les Gallois en profitent pour inscrire deux essais avant qu'un ultime essai de Belleau ne vienne sceller le résultat de la rencontre : 38 à 17 pour l'ASM Clermont avec le bonus offensif.
La semaine suivante, le club clermontois se déplace pour la première fois en Géorgie afin d'affronter les Black Lion. En première période, l'ASM Clermont prend l'ascendant et repart avec un avantage de 17 à 3 à la pause, dont deux essais inscrits. La deuxième période est à sens unique : les visiteurs inscrivent trois nouveaux essais et décrochent le bonus offensif. Les Auvergnats s'imposent largement 36 à 3 et terminent la phase de poule à la deuxième place avec quinze points. Une position qui leur permet de terminer meilleur deuxième, de recevoir en huitième de finale et potentiellement en quart.
De retour en Top 14, pour la dernière journée de la phase aller, l'ASM Clermont se rend sur le terrain du Castres olympique. Les visiteurs prennent l'ascendant lors des vingt-cinq premières minutes en menant 17 à 3 grâce à deux essais de Belleau et Delguy. Toutefois, un essai de Jérémy Fernandez à la demi-heure de jeu ramène les Castrais à sept points de leur adversaire du jour. À l'heure de jeu, Castres inscrit un nouvel essai, non transformé, et se rapproche de deux points. Belleau marque une pénalité et les siens reprennent cinq points d'avance. Toutefois, Yato écope d'un carton jaune à moins de quinze minutes du terme de la rencontre et Santiago Arata en profite pour ramener les deux équipes à égalité avec un troisième essai, une nouvelle fois non transformé par les Castrais qui manquent un total de dix points au pied lors de ce match. À la soixante-quatorzième minute, les Castrais font preuve d'indiscipline à leur tour et Belleau continue son 100 % au pied en inscrivant une nouvelle pénalité qui permet à son équipe de reprendre l'avantage. En fin de match, les Castrais reviennent dans le camp clermontois et parviennent à obtenir un lancer en touche à cinq mètres de la ligne d'essai clermontoise, toutefois Rob Simmons réussit à récupérer le ballon afin de sceller la deuxième victoire de la saison à l'extérieur, en Top 14, en s'imposant 23 à 20,. L'ASM Clermont termine la phase aller à la huitième place du Top 14.

### Phase retour

#### Période de doublons
Lors de la nuit du 24 au 25 février, moins de vingt-quatre heures avant la seizième journée de Top 14 à domicile contre le Stade toulousain, un incendie a lieu au sein du centre d'entraînement de l'ASM Clermont qui cause de nombreux dégâts matériels assez importants. Cet incident n'entrave toutefois pas la tenue du match le soir du 25 prévu à 21 heures. Lors de cette rencontre, les Clermontois se présentent avec une équipe quasiment au complet tandis que les Toulousains sont grandement impactés par la troisième journée du Tournoi des Six Nations ainsi que de nombreuses absences pour blessures, de ce fait ils alignent une composition d'équipe fortement rajeunie. La rencontre connaît un tournant dès la dixième minute lorsque le pilier droit clermontois Cristian Ojovan écope d'un carton rouge. À la mi-temps, le score est de 5 à 11 pour les visiteurs avec un essai de chaque côté. De retour des vestiaires, les Toulousains inscrivent un nouvel essai rapidement, suivi par un de Tomás Lavanini pour tenter de recoller au score. Cependant, les champions de France inscrivent deux nouveaux essais pour mener 32 à 12 et assomment les Clermontois qui écopent notamment d'un carton jaune à l'encontre de Marcos Kremer. Malgré cette double infériorité numérique, les Auvergnats se remobilisent et ne déméritent pas en inscrivant un essai lors de ce laps de temps, puis un autre quelques minutes après le retour sur la pelouse de Kremer. Toutefois, le Stade toulousain réussit à inscrire un nouvel essai à la soixante-neuvième minute et porte le score à 37-26 en leur faveur. Sept minutes plus tard, Bautista Delguy inscrit son deuxième essai du match, qui est transformé en coin par Jules Plisson, et l'ASM Clermont revient à seulement quatre points de son adversaire du jour avec trois minutes à jouer. Ces derniers parviennent à revenir dans le camp toulousain à l'aide d'une pénaltouche mais ils perdent le ballon et s'inclinent finalement 33 à 37. Lors de cette rencontre, le record d'affluence du stade Marcel-Michelin est notamment battu avec un total de 19010 spectateurs présents dans le stade. Le lendemain de la rencontre, à la suite de l'incendie au sein du centre d'entraînement, il est indiqué que les joueurs vont désormais s'entraîner aux Gravanches, où les jeunes du centre de formation s'entraînent, mais vont continuer d'utiliser le terrain d'entraînement attenant au Stade Marcel-Michelin tout en utilisant les vestiaires du stade puisque ceux du centre d'entraînement sont donc inutilisables.

## Effectif

### Top 14 et Challenge Cup
| Nom                        | Naissance         | Nationalité sportive | International  | Dernier club                                | Arrivée au club (année) | Statut JIFF    |
| Piliers gauche             | Piliers gauche    | Piliers gauche       | Piliers gauche | Piliers gauche                              | Piliers gauche          | Piliers gauche |
| -------------------------- | ----------------- | -------------------- | -------------- | ------------------------------------------- | ----------------------- | -------------- |
| Giorgi Beria               | 11 novembre 1999  | France               | -20 ans        | Formé au club                               | 2018                    | ✔️             |
| Daniel Bibi Biziwu         | 29 août 2001      | France               | -20 ans        | Formé au club                               | 2020                    | ✔️             |
| Étienne Falgoux            | 19 janvier 1993   | France               |                | Formé au club                               | 2014                    | ✔️             |
| Talonneurs                 |                   |                      |                |                                             |                         |                |
| Yohan Beheregaray          | 29 mai 1996       | France               | -              | Formé au club                               | 2015                    | ✔️             |
| Benjamin Boudou            | 7 juin 2002       | France               | - 20 ans       | Formé au club                               | 2021                    | ✔️             |
| Robin Couly                | 7 février 2004    | France               | - 20 ans       | Formé au club                               | 2023                    | ✔️             |
| Folau Fainga'a             | 5 mai 1995        | Australie            |                | Western Force                               | 2023                    | ❌             |
| Étienne Fourcade           | 11 avril 1997     | France               | - 20 ans       | FC Grenoble                                 | 2020                    | ✔️             |
| Jean-Maxence Jules-Rosette | 18 avril 2004     | France               | -              | Formé au club                               | 2023                    | ✔️             |
| Piliers droit              |                   |                      |                |                                             |                         |                |
| Giorgi Dzmanashvili        | 16 juin 2002      | Géorgie              |                | RC Rustavi                                  | 2022                    | ❌             |
| Henzo Kiteau               | 11 décembre 2001  | France               | -20 ans        | Formé au club                               | 2023                    | ✔️             |
| Cristian Ojovan            | 4 janvier 1997    | Moldavie             |                | Stade aurillacois                           | 2020                    | ✔️             |
| Rabah Slimani              | 18 octobre 1989   | France               |                | Stade français Paris                        | 2017                    | ✔️             |
| Deuxièmes lignes           |                   |                      |                |                                             |                         |                |
| Miles Amatosero            | 15 juin 2002      | Australie            | -              | Formé au club                               | 2020                    | ❌             |
| Chris Gabriel              | 22 février 2000   | Nouvelle-Zélande     | -              | Massey Rugby Club (en)                      | 2023                    | ❌             |
| Paul Jedrasiak             | 6 février 1993    | France               |                | Formé au club                               | 2013                    | ✔️             |
| Thibaud Lanen              | 1er avril 1999    | France               | -              | Formé au club                               | 2019                    | ✔️             |
| Tomás Lavanini             | 22 janvier 1993   | Argentine            |                | Leicester Tigers                            | 2021                    | ❌             |
| Rob Simmons                | 19 avril 1989     | Australie            |                | London Irish                                | 2023                    | ❌             |
| Troisièmes lignes aile     |                   |                      |                |                                             |                         |                |
| Lucas Dessaigne            | 27 février 1999   | France               | -              | Formé au club                               | 2019                    | ✔️             |
| Alexandre Fischer          | 19 janvier 1998   | France               | -              | Formé au club                               | 2018                    | ✔️             |
| Cyriac Guilly              | 6 avril 2003      | France               | - 20 ans       | Formé au club                               | 2023                    | ✔️             |
| Anthime Hemery             | 9 janvier 2001    | France               | -              | Racing 92                                   | 2024                    | ✔️             |
| Marcos Kremer              | 30 juillet 1997   | Argentine            |                | Stade français Paris                        | 2023                    | ❌             |
| Killian Tixeront           | 22 janvier 2002   | France               |                | Formé au club                               | 2020                    | ✔️             |
| Peceli Yato                | 17 janvier 1993   | Fidji                |                | Formé au club                               | 2013                    | ✔️             |
| Troisièmes lignes aile     |                   |                      |                |                                             |                         |                |
| Fritz Lee                  | 29 août 1988      | Samoa                |                | Chiefs                                      | 2013                    | ❌             |
| Pita Gus Sowakula          | 26 octobre 1994   | Nouvelle-Zélande     |                | Chiefs                                      | 2023                    | ❌             |
| Caleb Timu                 | 22 février 1994   | Australie            |                | Union Bordeaux Bègles                       | 2023                    | ❌             |
| Demis de mêlée             |                   |                      |                |                                             |                         |                |
| Sébastien Bézy             | 22 novembre 1991  | France               |                | Stade toulousain                            | 2020                    | ✔️             |
| Baptiste Jauneau           | 17 novembre 2003  | France               |                | Formé au club                               | 2021                    | ✔️             |
| Enzo Sanga                 | 19 mai 1995       | France               | -              | CA Brive (formé au club)                    | 2023                    | ✔️             |
| Demis d'ouverture          |                   |                      |                |                                             |                         |                |
| Anthony Belleau            | 8 juin 1996       | France               |                | RC Toulon                                   | 2022                    | ✔️             |
| Théo Giral                 | 4 février 2003    | France               | -              | Formé au club                               | 2024                    | ✔️             |
| Jules Plisson              | 30 août 1991      | France               |                | Stade rochelais                             | 2022                    | ✔️             |
| Benjamín Urdapilleta       | 11 mars 1986      | Argentine            |                | Castres olympique                           | 2023                    | ❌             |
| Centres                    |                   |                      |                |                                             |                         |                |
| Mathys Belaubre            | 15 mars 2005      | France               | - 20 ans       | Formé au club                               | 2024                    | ✔️             |
| Léon Darricarrère          | 4 juin 2004       | France               | - 20 ans       | Formé au club                               | 2023                    | ✔️             |
| Pierre Fouyssac            | 17 mars 1995      | France               | - 20 ans       | Stade toulousain                            | 2023                    | ✔️             |
| Julien Hériteau            | 12 septembre 1994 | France               |                | RC Toulon                                   | 2022                    | ✔️             |
| François Carlo Mey         | 1er juillet 2003  | Italie               | -20 ans        | Rugby Colorno                               | 2022                    | ❌             |
| George Moala               | 5 novembre 1990   | Tonga                |                | Blues                                       | 2018                    | ❌             |
| Irae Simone                | 10 juillet 1995   | Australie            |                | Brumbies                                    | 2022                    | ❌             |
| Ailiers                    |                   |                      |                |                                             |                         |                |
| Bautista Delguy            | 22 avril 1997     | Argentine            |                | USA Perpignan                               | 2022                    | ❌             |
| Yerim Fall                 | 24 juin 2003      | France               | -20 ans        | RC Massy (passé par le centre de formation) | 2023                    | ✔️             |
| Joris Jurand               | 11 novembre 1995  | France               | -              | CA Brive                                    | 2023                    | ✔️             |
| Marvin O'Connor            | 18 avril 1991     | France               | à sept         | France à sept                               | 2021                    | ✔️             |
| Alivereti Raka             | 9 décembre 1994   | France               |                | Formé au club                               | 2015                    | ✔️             |
| Arrières                   |                   |                      |                |                                             |                         |                |
| Alex Newsome               | 20 janvier 1996   | Australie            | -20 ans        | Waratahs                                    | 2022                    | ❌             |
| Thomas Rozière             | 13 avril 2000     | France               | -              | Formé au club                               | 2016                    | ✔️             |

#### Débuts professionnels
Pour la première journée de Top 14 face à Oyonnax Rugby, Robin Couly fait ses débuts professionnels en tant que remplaçant au poste de talonneur. 
Le 2 septembre, Léon Darricarrère fait ses débuts professionnels au poste de centre en tant que titulaire face au Stade rochelais.
Pour le compte de la huitième journée, c'est au tour de Yerim Fall de faire ses débuts professionnels avec l'ASM Clermont face au Stade toulousain à l'extérieur en tant que titulaire au poste d'ailier.
Le 20 janvier, le demi d'ouverture formé au club Théo Giral fait ses débuts professionnels en fin de match à l'extérieur contre la franchise géorgienne de Black Lion en Challenge Cup.
Lors de la vingt-troisième journée, le jeune centre de dix-neuf ans formé au club Mathys Belaubre fait ses débuts en professionnel contre l'USA Perpignan à l'extérieur.
| Nom               | Poste            | Date             | Adversaire       | Stade                 | Âge    | Compétition   | Matchs (points) |
| ----------------- | ---------------- | ---------------- | ---------------- | --------------------- | ------ | ------------- | --------------- |
| Robin Couly       | Talonneur        | 19 août 2023     | Oyonnax Rugby    | Stade Charles-Mathon  | 19 ans | Top 14        | 7 (0)           |
| Léon Darricarrère | Centre           | 2 septembre 2023 | Stade rochelais  | Stade Marcel-Michelin | 19 ans | Top 14        | 23 (20)         |
| Yerim Fall        | Ailier           | 25 novembre 2023 | Stade toulousain | Stade Ernest-Wallon   | 20 ans | Top 14        | 6 (0)           |
| Théo Giral        | Demi d'ouverture | 20 janvier 2024  | Black Lion       | Stade Mikheil-Meskhi  | 20 ans | Challenge Cup | 8 (4)           |
| Mathys Belaubre   | Centre           | 10 mai 2024      | USA Perpignan    | Stade Aimé-Giral      | 19 ans | Top 14        | 2 (0)           |

#### Staff
Le staff d'encadrement de l'équipe professionnelle de l'ASM Clermont est le suivant, :

##### Entraîneurs
| Nom               | Rôle                                      | Nationalité sportive | Ancien club           | Ancienne fonction                                                     | Ancien joueur du club | Année d'arrivée |
| ----------------- | ----------------------------------------- | -------------------- | --------------------- | --------------------------------------------------------------------- | --------------------- | --------------- |
| Christophe Urios  | Entraîneur principal                      | France               | Union Bordeaux Bègles | Entraîneur principal                                                  | Non                   | 2023            |
| Frédéric Charrier | Entraîneur des arrières et de l'attaque   | France               | Union Bordeaux Bègles | Entraîneur des arrières et de l'attaque, puis co-entraîneur principal | Non                   | 2023            |
| Julien Laïrle     | Entraîneur des avants et de la défense    | France               | Union Bordeaux Bègles | Entraîneur des avants et de la défense, puis co-entraîneur principal  | Non                   | 2023            |
| Ian Vass          | Entraîneur du jeu au pied                 | Angleterre           | Northampton Saints    | Entraîneur de l'attaque et du jeu au pied                             | Non                   | 2023            |
| Siaki Tukino      | Entraîneur spécifique skills "collisions" | Nouvelle-Zélande     | TOEC TOAC FCT Rugby   | Manager général                                                       | Non                   | 2021            |
| Aurélien Rougerie | Team Manager                              | France               | ASM Clermont          | Joueur                                                                | Oui                   | 2021            |
| Didier Retière    | Directeur du développement sportif        | France               | FFR                   | Directeur technique national                                          | Non                   | 2022            |

##### Staff médical
- Armand Bonnin (médecin)
- Rémi Gaulmin (médecin)
- Jean Beaussant (kinésithérapeute)
- Xavier Blanquet (kinésithérapeute)
- Clément Bourdereau (kinésithérapeute)
- Paul-Marie Lallement (kinésithérapeute)

##### Préparateurs physiques
- Mourad Abed (responsable)
- Salim Aouiche (assistant)
- Benoît Gay (assistant)
- Vincent Goddeliere (Analyste data)

##### Secteur vidéo
- Stéphane Boiroux (analyste vidéo)
- Joe Larkin (analyste vidéo)
- Franck Vuilbert (analyste vidéo)

##### Organisation
- Jean-Paul André (responsable logistique sportive)

## Calendrier et résultats

### Top 14 et Challenge Cup
| Date du match    | Heure      | Domicile              | Extérieur             | Score   | Lieu du match          | Diffusion TV  | Catégorie                           | Classement                  |
| ---------------- | ---------- | --------------------- | --------------------- | ------- | ---------------------- | ------------- | ----------------------------------- | --------------------------- |
| 19 août 2023     | 18:10 CEST | Oyonnax Rugby         | ASM Clermont          | 36 - 17 | Stade Charles-Mathon   | Rugby+        | 1re journée de Top 14               | 12e                         |
| 26 août 2023     | 17:00 CEST | ASM Clermont          | USA Perpignan         | 38 - 14 | Stade Marcel-Michelin  | Rugby+        | 2e journée de Top 14                | 8e                          |
| 2 septembre 2023 | 21:05 CEST | ASM Clermont          | Stade rochelais       | 11 - 10 | Stade Marcel-Michelin  | Canal+        | 3e journée de Top 14                | 6e                          |
| 29 octobre 2023  | 16:05 CEST | Lyon OU               | ASM Clermont          | 41 - 22 | Stade de Gerland       | Rugby+        | 4e journée de Top 14                | 10e                         |
| 4 novembre 2023  | 17:00 CEST | ASM Clermont          | Aviron bayonnais      | 46 - 14 | Stade Marcel-Michelin  | Rugby+        | 5e journée de Top 14                | 4e                          |
| 11 novembre 2023 | 17:00 CEST | Montpellier HR        | ASM Clermont          | 17 - 20 | GGL Stadium            | Rugby+        | 6e journée de Top 14                | 6e                          |
| 18 novembre 2023 | 21:05 CEST | ASM Clermont          | RC Toulon             | 27 - 30 | Stade Marcel-Michelin  | Canal+        | 7e journée de Top 14                | 6e                          |
| 25 novembre 2023 | 21:05 CEST | Stade toulousain      | ASM Clermont          | 31 - 10 | Stade Ernest-Wallon    | Rugby+        | 8e journée de Top 14                | 8e                          |
| 2 décembre 2023  | 21:05 CEST | ASM Clermont          | Racing 92             | 23 - 18 | Stade Marcel-Michelin  | Canal+        | 9e journée de Top 14                | 8e                          |
| 8 décembre 2023  | 21:00 CET  | ASM Clermont          | Édimbourg Rugby       | 31 - 18 | Stade Marcel-Michelin  | BeIn Sports 3 | 01re journée de Challenge Cup       | 2e                          |
| 15 décembre 2023 | 21:00 CET  | Gloucester Rugby      | ASM Clermont          | 28 - 17 | Gloucester Rugby       | BeIn Sports 5 | 02e journée de Challenge Cup        | 4e                          |
| 23 décembre 2023 | 16:00 CEST | Section paloise       | ASM Clermont          | 22 - 11 | Stade du Hameau        | Canal+        | 10e journée de Top 14               | 8e                          |
| 30 décembre 2023 | 21:00 CEST | ASM Clermont          | Union Bordeaux Bègles | 35 - 40 | Stade Marcel-Michelin  | Canal+        | 11e journée de Top 14               | 9e                          |
| 6 janvier 2024   | 17:00 CEST | Stade français        | ASM Clermont          | 14 - 14 | Stade Jean-Bouin       | Rugby+        | 12e journée de Top 14               | 9e                          |
| 13 janvier 2024  | 14:00 CET  | ASM Clermont          | Scarlets              | 38 - 17 | Stade Marcel-Michelin  | France 3      | 03e journée de Challenge Cup        | 3e                          |
| 20 janvier 2024  | 13:00 CET  | Black Lion            | ASM Clermont          | 3 - 36  | Stade Mikheil-Meskhi   | BeIn Sports 5 | 04e journée de Challenge Cup        | 2e                          |
| 27 janvier 2024  | 17:00 CEST | Castres olympique     | ASM Clermont          | 20 - 23 | Stade Pierre-Fabre     | Rugby+        | 13e journée de Top 14               | 9e                          |
| 3 février 2024   | 17:00 CEST | ASM Clermont          | Lyon OU               | 38 - 21 | Stade Marcel-Michelin  | Rugby+        | 14e journée de Top 14               | 6e                          |
| 17 février 2024  | 21:05 CEST | Aviron bayonnais      | ASM Clermont          | 21 - 13 | Stade Jean-Dauger      | Canal+        | 15e journée de Top 14               | 8e                          |
| 25 février 2024  | 21:05 CEST | ASM Clermont          | Stade toulousain      | 33 - 37 | Stade Marcel-Michelin  | Canal+        | 16e journée de Top 14               | 8e                          |
| 3 mars 2024      | 21:05 CEST | Stade rochelais       | ASM Clermont          | 42 - 3  | Stade Marcel-Deflandre | Canal+        | 17e journée de Top 14               | 10e                         |
| 9 mars 2024      | 17:00 CEST | ASM Clermont          | Oyonnax Rugby         | 15 - 15 | Stade Marcel-Michelin  | Rugby+        | 18e journée de Top 14               | 11e                         |
| 23 mars 2024     | 17:00 CEST | ASM Clermont          | Section paloise       | 31 - 28 | Stade Marcel-Michelin  | Rugby+        | 19e journée de Top 14               | 10e                         |
| 30 mars 2024     | 17:00 CEST | Racing 92             | ASM Clermont          | 26 - 10 | Paris La Défense Arena | Rugby+        | 20e journée de Top 14               | 11e                         |
| 6 avril 2024     | 13:30 CET  | ASM Clermont          | Cheetahs              | 27 - 22 | Stade Marcel-Michelin  | France 3      | Huitième de finale de Challenge Cup | Qualifié en quart de finale |
| 13 avril 2024    | 13:30 CET  | ASM Clermont          | Ulster                | 53 - 14 | Stade Marcel-Michelin  | France 3      | Quart de finale de Challenge Cup    | Qualifié en demi finale     |
| 21 avril 2024    | 21:05 CEST | Union Bordeaux Bègles | ASM Clermont          | 41 - 7  | Stade Chaban-Delmas    | Canal+        | 21e journée de Top 14               | 11e                         |
| 27 avril 2024    | 21:05 CEST | ASM Clermont          | Stade français        | 41 - 18 | Stade Marcel-Michelin  | Canal+        | 22e journée de Top 14               | 10e                         |
| 4 mai 2024       | 13:30 CET  | Sharks                | ASM Clermont          | 32 - 31 | Twickenham Stoop       | France 3      | Demi finale de Challenge Cup        | Éliminé                     |
| 11 mai 2024      | 15:00 CEST | USA Perpignan         | ASM Clermont          | 28 - 35 | Stade Aimé-Giral       | Canal+ Sport  | 23e journée de Top 14               | 10e                         |
| 18 mai 2024      | 17:00 CEST | ASM Clermont          | Castres olympique     | 36 - 20 | Stade Marcel-Michelin  | Rugby+        | 24e journée de Top 14               | 8e                          |
| 2 juin 2024      | 18:00 CEST | RC Toulon             | ASM Clermont          | 52 - 10 | Stade Mayol            | Canal+        | 25e journée de Top 14               | 10e                         |
| 8 juin 2024      | 21:05 CEST | ASM Clermont          | Montpellier HR        | 52 - 15 | Stade Marcel-Michelin  | Rugby+        | 26e journée de Top 14               | 8e                          |

### Classement Top 14 et statistiques
L'ASM Clermont termine le championnat à la huitième place avec douze victoire, deux nuls et douze défaites. L'équipe obtient neuf points de bonus, six offensif et trois défensifs, portant le total de points à soixante-et-un, soit un de plus que le premier non-qualifié en Champions Cup et un de moins que le dernier barragiste pour les phases finales de Top 14.
À l'issue de la phase régulière, le club se classe neuvième attaque du championnat avec 621 points inscrits, dont 74 essais, et onzième défense avec 671 points encaissés, dont 78 essais,.
Lors de la saison, le club connaît sa plus large victoire sur le score de 52 à 15 contre le Montpellier Hérault Rugby et sa plus large défaite contre le RC Toulon avec un score de 52 à 10.
| Rang | Club                  | J  | V  | N | D  | Bo | Bd | Pm  | Pe  | Diff | Pts |
| ---- | --------------------- | -- | -- | - | -- | -- | -- | --- | --- | ---- | --- |
| 1    | Stade toulousain T C1 | 26 | 16 | 1 | 9  | 7  | 3  | 765 | 592 | +173 | 76  |
| 2    | Stade français Paris  | 26 | 17 | 1 | 8  | 4  | 1  | 539 | 511 | +28  | 75  |
| 3    | Union Bordeaux Bègles | 26 | 15 | 0 | 11 | 5  | 4  | 677 | 558 | +119 | 69  |
| 4    | RC Toulon             | 26 | 15 | 0 | 11 | 5  | 4  | 704 | 519 | +185 | 69  |
| 5    | Stade rochelais       | 26 | 13 | 1 | 12 | 5  | 7  | 595 | 496 | +99  | 66  |
| 6    | Racing 92             | 26 | 13 | 0 | 13 | 5  | 5  | 622 | 546 | +76  | 62  |
| 7    | Castres olympique     | 26 | 13 | 0 | 13 | 4  | 6  | 643 | 642 | +1   | 62  |
| 8    | ASM Clermont          | 26 | 12 | 2 | 12 | 6  | 3  | 621 | 671 | -50  | 61  |
| 9    | Section paloise       | 26 | 13 | 0 | 13 | 3  | 5  | 630 | 609 | +21  | 60  |
| 10   | USA Perpignan         | 26 | 13 | 0 | 13 | 5  | 1  | 634 | 701 | -67  | 58  |
| 11   | Lyon OU               | 26 | 12 | 0 | 14 | 5  | 2  | 630 | 754 | -124 | 55  |
| 12   | Aviron bayonnais      | 26 | 11 | 0 | 15 | 2  | 6  | 572 | 669 | -97  | 52  |
| 13   | Montpellier HR        | 26 | 9  | 0 | 17 | 1  | 7  | 542 | 655 | -113 | 44  |
| 14   | Oyonnax Rugby P       | 26 | 7  | 1 | 18 | 0  | 4  | 539 | 790 | -251 | 34  |

#### Phase qualificative: évolution du classement de Top 14
Le graphique qui aurait dû être présenté ici ne peut pas être affiché car il utilise l'ancienne extension Graph, désactivée pour des questions de sécurité. Des indications pour créer un nouveau graphique avec la nouvelle extension Chart sont disponibles ici.

#### Affluences en Top 14
Le graphique qui aurait dû être présenté ici ne peut pas être affiché car il utilise l'ancienne extension Graph, désactivée pour des questions de sécurité. Des indications pour créer un nouveau graphique avec la nouvelle extension Chart sont disponibles ici.

### Challenge Cup

#### Poule C
| Rang | Club              | J | V | N | D | Bo | Bd | Pm  | Pe  | Diff | Pts |
| ---- | ----------------- | - | - | - | - | -- | -- | --- | --- | ---- | --- |
| 1    | Gloucester Rugby  | 4 | 4 | 0 | 0 | 1  | 0  | 99  | 52  | +47  | 17  |
| 2    | ASM Clermont      | 4 | 3 | 0 | 1 | 3  | 0  | 122 | 66  | +56  | 15  |
| 3    | Édimbourg Rugby   | 4 | 2 | 0 | 2 | 2  | 1  | 103 | 92  | +11  | 11  |
| 4    | Castres olympique | 4 | 2 | 0 | 2 | 2  | 0  | 88  | 91  | -3   | 10  |
| 5    | Black Lion        | 4 | 1 | 0 | 3 | 0  | 1  | 42  | 86  | -44  | 5   |
| 6    | Scarlets          | 4 | 0 | 0 | 4 | 0  | 0  | 59  | 126 | -67  | 0   |

## Déroulement de la saison

### Matchs amicaux
| 5 août 2023 19 h 30 | USON Nevers                                                                                        | 21 - 38 (21 - 12) | ASM Clermont | Stade du Pré Fleuri, Nevers env. 7 300 spectateurs Arbitre : Jérémy Rozier |
| 5 août 2023 19 h 30 | Essai(s) : 3 Ambadiang (3e), Zénon (5e), Elia (36e) Transformation(s) : 3 Le Bourhis (3e, 5e, 36e) | Rapport           | Essai(s) : 6 Jurand (9e, 21e), Dessaigne (59e), Jedrasiak (66e), Jauneau (68e), Guilly (74e) Transformation(s) : 4 Plisson (9e), Belleau (59e, 66e, 74e) | Stade du Pré Fleuri, Nevers env. 7 300 spectateurs Arbitre : Jérémy Rozier |
| 5 août 2023 19 h 30 | | Rapport           | | Stade du Pré Fleuri, Nevers env. 7 300 spectateurs Arbitre : Jérémy Rozier |

| 11 août 2023 20 h | ASM Clermont | 10 - 16 (7 - 6) | Oyonnax Rugby | Stade Jacques-Lavédrine, Issoire env. 4 500 spectateurs Arbitre : Benoit Rousselet |
| 11 août 2023 20 h | Essai(s) : 1 Lanen (38e) Transformation(s) : 1 Belleau (38e) Pénalité(s) : 1 Plisson (53e) Carton(s) jaune(s) : 1 Jedrasiak | Rapport         | Essai(s) : 1 Godener (65e) Transformation(s) : 1 Bouraux (65e) Pénalité(s) : 3 Soulan (34e, 37e, 58e) Carton(s) jaune(s) : 2 Raynaud, Picault | Stade Jacques-Lavédrine, Issoire env. 4 500 spectateurs Arbitre : Benoit Rousselet |
| 11 août 2023 20 h | | Rapport         | | Stade Jacques-Lavédrine, Issoire env. 4 500 spectateurs Arbitre : Benoit Rousselet |

| 20 octobre 2023 18 h 30 | ASM Clermont | 36 - 26 (15 - 7) | Lyon OU | Stade Malleval, Roanne env. 1 800 spectateurs |
| 20 octobre 2023 18 h 30 | Essai(s) : 5 Hériteau (10e), Delguy (35e), Tixeront (44e, 56e), Sanga (70e) Transformation(s) : 4 Urdapilleta (10e, 44e, 56e), Plisson (70e) Pénalité(s) : 1 Urdapilleta (25e) | Rapport          | Essai(s) : 4 Regard (4e), Kpoku (48e), Abrahams (79e, 80e+1) Transformation(s) : 3 Jackson (5e, 49e, 80e+2) | Stade Malleval, Roanne env. 1 800 spectateurs |
| 20 octobre 2023 18 h 30 | | Rapport          | | Stade Malleval, Roanne env. 1 800 spectateurs |

### Challenge Cup

#### Matchs de poules
1re journée
| 8 décembre 2023 21 h | ASM Clermont (bo) | 31 - 18 (17 - 3) | Édimbourg Rugby | Stade Marcel-Michelin, Clermont-Ferrand 13 385 spectateurs Arbitre : Ben Whitehouse (en) |
| 8 décembre 2023 21 h | Essai(s) : 4 Moala (24e), Newsome (30e, 61e), Bibi Biziwu (68e) Transformation(s) : 4 Belleau (26e, 31e, 63e, 69e) Pénalité(s) : 1 Belleau (37e) | Rapport          | Essai(s) : 2 Sebastian (42e), Goosen (en) (75e) Transformation(s) : 1 Swiel (en) (42e) Pénalité(s) : 2 Swiel (41e), Scott (en) (60e) | Stade Marcel-Michelin, Clermont-Ferrand 13 385 spectateurs Arbitre : Ben Whitehouse (en) |
| 8 décembre 2023 21 h | | Rapport          | | Stade Marcel-Michelin, Clermont-Ferrand 13 385 spectateurs Arbitre : Ben Whitehouse (en) |

2e journée
| 15 décembre 2023 21 h | Gloucester Rugby | 28 - 17 (22 - 10) | ASM Clermont | Kingsholm Stadium, Gloucester 9 481 spectateurs Arbitre : Hollie Davidson |
| 15 décembre 2023 21 h | Essai(s) : 3 May (16e), Socino (31e, 36e) Transformation(s) : 2 Carreras (31e, 37e) Pénalité(s) : 3 Carreras (40e+2, 56e, 68e) | Rapport           | Essai(s) : 2 Jauneau (18e), Sowakula (58e) Transformation(s) : 2 Plisson (19e), Belleau (59e) Pénalité(s) : 1 Plisson (13e) | Kingsholm Stadium, Gloucester 9 481 spectateurs Arbitre : Hollie Davidson |
| 15 décembre 2023 21 h | | Rapport           | | Kingsholm Stadium, Gloucester 9 481 spectateurs Arbitre : Hollie Davidson |

3e journée
| 13 janvier 2024 14 h | ASM Clermont (bo) | 38 - 17 (19 - 3) | Scarlets | Stade Marcel-Michelin, Clermont-Ferrand 15 552 spectateurs Arbitre : Eoghan Cross (en) |
| 13 janvier 2024 14 h | Essai(s) : 6 Raka (27e, 38e), Belleau (33e, 80e+1), Beria (42e), Jurand (46e) Transformation(s) : 4 Belleau (29e, 40e, 44e, 80e+2) Carton(s) jaune(s) : 2 Fouyssac (64e), Yato (77e) | Rapport          | Essai(s) : 2 St.Evans (69e), Hardy (79e) Transformation(s) : 2 Lloyd (70e, 79e) Pénalité(s) : 1 Costelow (32e) Carton(s) rouge(s) : 1 Williams (26e) | Stade Marcel-Michelin, Clermont-Ferrand 15 552 spectateurs Arbitre : Eoghan Cross (en) |
| 13 janvier 2024 14 h | | Rapport          | | Stade Marcel-Michelin, Clermont-Ferrand 15 552 spectateurs Arbitre : Eoghan Cross (en) |

4e journée
| 20 janvier 2024 13 h | Black Lion                    | 3 - 36 (3 - 17) | ASM Clermont (bo) | Stade Mikheil-Meskhi, Tbilissi 17 233 spectateurs Arbitre : Gianluca Gnecchi (en) |
| 20 janvier 2024 13 h | Pénalité(s) : 1 Matkava (35e) | Rapport         | Essai(s) : 5 Delguy (24e, 43e), Newsome (36e), Darricarrère (54e), Moala (60e) Transformation(s) : 4 Belleau (24e, 37e, 45e, 55e) Pénalité(s) : 1 Belleau (3e) | Stade Mikheil-Meskhi, Tbilissi 17 233 spectateurs Arbitre : Gianluca Gnecchi (en) |
| 20 janvier 2024 13 h |                               | Rapport         | | Stade Mikheil-Meskhi, Tbilissi 17 233 spectateurs Arbitre : Gianluca Gnecchi (en) |

#### Huitième de finale
| 6 avril 2024 13 h 30 | ASM Clermont | 27 - 22 (22 - 3) | Cheetahs | Stade Marcel-Michelin, Clermont-Ferrand 13 493 spectateurs Arbitre : Sam Grove-White (en) |
| 6 avril 2024 13 h 30 | Essai(s) : 4 Jurand (1re), Delguy (37e), Fourcade (40e+1), Jauneau (53e) Transformation(s) : 2 Belleau (2e, 42e) Pénalité(s) : 1 Belleau (22e) Carton(s) jaune(s) : 1 Fourcade (67e) | Rapport          | Essai(s) : 3 Qoma (en) (62e, 72e), Mafura (68e) Transformation(s) : 2 Pienaar (63e, 72e) Pénalité(s) : 1 Pienaar (11e) | Stade Marcel-Michelin, Clermont-Ferrand 13 493 spectateurs Arbitre : Sam Grove-White (en) |
| 6 avril 2024 13 h 30 | | Rapport          | | Stade Marcel-Michelin, Clermont-Ferrand 13 493 spectateurs Arbitre : Sam Grove-White (en) |

#### Quart de finale
| 13 avril 2024 13 h 30 | ASM Clermont | 53 - 14 (20 - 14) | Ulster                                                                      | Stade Marcel-Michelin, Clermont-Ferrand 13 945 spectateurs Arbitre : Christophe Ridley (en) |
| 13 avril 2024 13 h 30 | Essai(s) : 7 Yato (18e, 68e), Sowakula (36e, 59e), Newsome (43e), Simmons (63e), Jurand (79e) Transformation(s) : 6 Belleau (19e, 37e, 45e, 61e, 64e), Bézy (69e) Pénalité(s) : 2 Belleau (28e, 32e) | Rapport           | Essai(s) : 2 Timoney (12e, 40e+3) Transformation(s) : 2 Cooney (12e, 40e+5) | Stade Marcel-Michelin, Clermont-Ferrand 13 945 spectateurs Arbitre : Christophe Ridley (en) |
| 13 avril 2024 13 h 30 | | Rapport           |                                                                             | Stade Marcel-Michelin, Clermont-Ferrand 13 945 spectateurs Arbitre : Christophe Ridley (en) |

#### Demi-finale
| 4 mai 2024 13 h 30 | Sharks | 32 - 31 (18 - 28) | ASM Clermont Auvergne | Twickenham Stoop, Londres 5 517 spectateurs Arbitre : Luke Pearce |
| 4 mai 2024 13 h 30 | Essai(s) : 2 Koch (60e), Mapimpi (70e) Transformation(s) : 2 Masuku (en) (61e, 71e) Pénalité(s) : 6 Masuku (3e, 8e, 13e, 18e, 25e, 28e) Carton(s) jaune(s) : 1 Fassi (63e) | Rapport           | Essai(s) : 3 Jurand (4e, 19e), Newsome (29e) Transformation(s) : 2 Belleau (6e, 31e) Pénalité(s) : 4 Belleau (15e, 36e, 40e+1, 41e) Carton(s) jaune(s) : 1 Delguy (57e) | Twickenham Stoop, Londres 5 517 spectateurs Arbitre : Luke Pearce |
| 4 mai 2024 13 h 30 | | Rapport           | | Twickenham Stoop, Londres 5 517 spectateurs Arbitre : Luke Pearce |

## Statistiques des joueurs
Lors de la saison, l'ASM Clermont inscrit un total de 105 essais en 33 matchs. Le meilleur marqueur d'essais du club est l'ailier Bautista Delguy avec quatorze réalisations, il est suivi par deux autres ailiers, Joris Jurand et Alivereti Raka qui en ont inscrit douze chacun.
Au pied, le demi d'ouverture Anthony Belleau est le meilleur réalisateur avec 157 points marqués, 182 points au total en comptant ses trois essais, devant l'autre demi d'ouverture Benjamín Urdapilleta et ses 131 points mais avec un pourcentage de réussite supérieur évalué à 82,81 % (53 coups de pied réussis sur 64 tentés) contre 75 % pour Belleau (66 coups de pied réussis sur 88 tentés). Globalement, les buteurs de l'ASM Clermont ont réussi 135 de leur 171 tentatives soit un taux de réussite de 78,95 %. De plus, Belleau termine meilleur réalisateur de la Challenge Cup avec 81 points inscrits.
Pour le temps de jeu, l'arrière Alex Newsome compte le plus de minutes joués avec un total de 2135 minutes disputés lors de ses vingt-sept matchs, tous en tant que titulaire soit le plus grand total de titularisations également. Au niveau des matchs joués, le pilier Rabah Slimani est celui qui dispute le plus de rencontres avec ses trente-deux matchs sur les trente-trois matchs du club, il est titulaire à vingt-six reprises.
Au niveau des capitaines, Sébastien Bézy et Étienne Falgoux l'ont été à huit reprises, soit le plus haut total, devant Baptiste Jauneau (six fois), Fritz Lee et Irae Simone (cinq fois chacun) ainsi qu'Alivereti Raka à une reprise.
Dans le cadre des sanctions, les Clermontois reçoivent quinze cartons jaunes et un rouge toutes compétitions confondues. En Top 14, le club compte le plus faible nombre de cartons jaunes avec onze avertissements à son encontre.

## Sélections internationales

### Jeunes

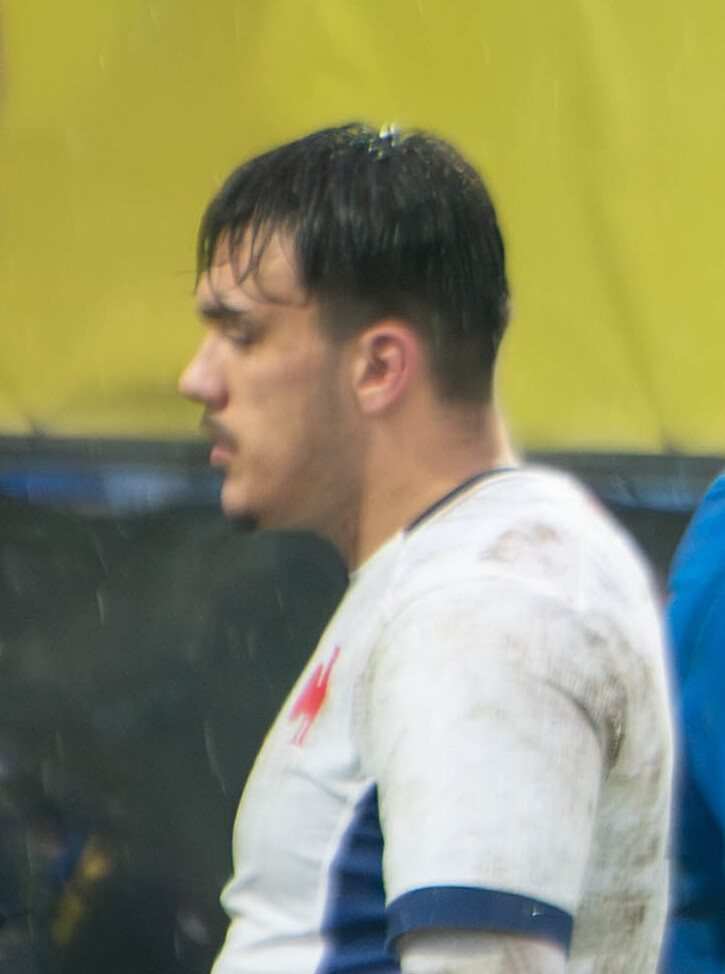
Mathys Belaubre sous le maillot de l'équipe de France des moins de 20 ans en janvier 2024 après une défaite en match amical contre l'Italie de Piero Gritti.

En décembre 2023, le staff de l'équipe de France des moins de 20 ans annonce un groupe de vingt-six joueurs retenus pour participer à un stage préparatoire, au prochain Tournoi des Six Nations des moins de 20 ans 2024, se déroulant du 4 au 8 janvier suivant à l'issue duquel un match amical est joué contre l'Italie. Dans ce groupe figure deux Clermontois, le talonneur Robin Couly, comptant quelques apparitions avec le groupe professionnel cette saison, et le centre Mathys Belaubre, espoir première année,. Le deuxième ligne ou troisième ligne aile italien, Piero Gritti, également pensionnaire du centre de formation du club, est convoqué par sa sélection pour cette rencontre. Les deux Français sont remplaçants pour cette rencontre et s'inclinent 22 à 18 contre leurs homologues Italiens où Gritti est quant à lui titulaire,.
Le 18 janvier 2024, Robin Couly et Thomas Duchêne sont convoqués pour un nouveau stage préparatoire au Tournoi des Six Nations à l'issue duquel le staff des Bleuets va communiquer son groupe définitif pour la compétition.
Le 23 janvier, Piero Gritti est définitivement convoqué pour le Tournoi avec l'Italie.

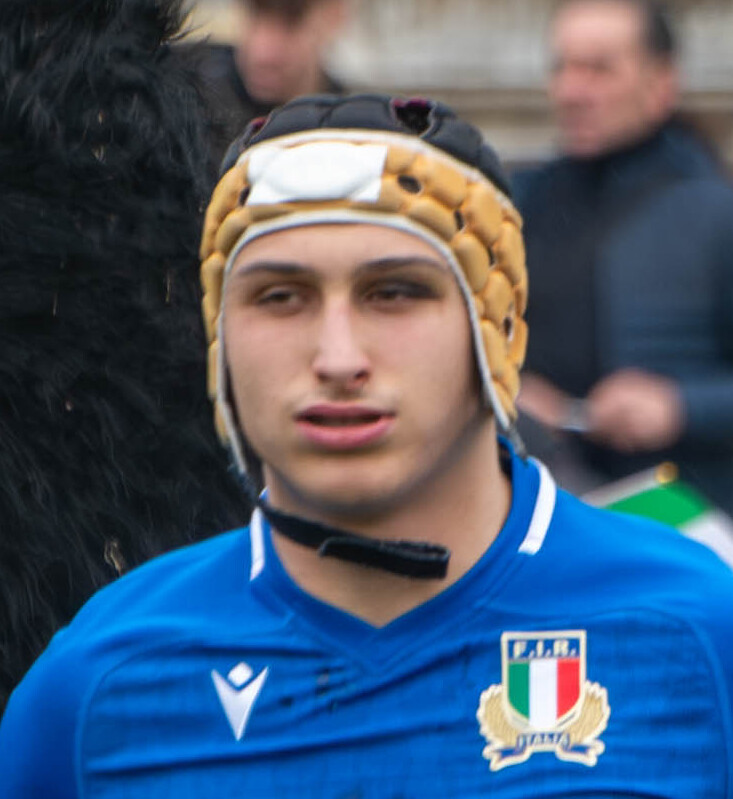
Piero Gritti sous le maillot de l'équipe d'Italie des moins de 20 ans en janvier 2024 avant le match amical contre la France de Mathys Belaubre et Robin Couly.

Finalement, le 28 janvier, Couly et Duchêne sont annoncés dans un groupe de vingt-six joueurs pour la première journée du Tournoi des Six Nations.
Après avoir participé à la première journée, Couly déclare cependant forfait pour la seconde.
Pour la troisième journée, Couly est rappelé, tout comme Duchêne, ainsi que Mathys Belaubre qui est convoqué pour la première fois dans le cadre du Tournoi.
Le 10 mars, Léon Darricarrère est convoqué afin de préparer la dernière journée du Tournoi des Six Nations des moins de 20 ans avec l'équipe de France.
Au mois de juin, le troisième ligne centre Victor Ofojetu est sélectionné par l'équipe d'Espagne. Le 17 juin, Piero Gritti est également sélectionné par l'Italie pour cette compétition. Giorgi Gergedava est quant à lui sélectionné avec la Géorgie. Par la suite, le sélectionneur des Bleuets, Sébastien Calvet, convoque Mathys Belaubre et Thomas Duchêne afin de participer au Championnat du monde junior. De plus, Barnabé Massa, futur clermontois à partir du 1er juillet, est également convoqué. Les Bleuets terminent la compétition vice-champion du monde.
| Joueur            | Poste                                | Pays        | Tournoi 2024 | CDM 2024 | Sélections (points) |                 |                        |             |     |     |       |
| ----------------- | ------------------------------------ | ----------- | ------------ | -------- | ------------------- | --------------- | ---------------------- | ----------- | --- | --- | ----- |
| Joueur            | Poste                                | Pays        | Tournoi 2024 | CDM 2024 | Sélections (points) | Victor Ofojetu  | Troisième ligne centre | Espagne -20 |     | Oui | 1 (5) |
| Joueur            | Poste                                | Pays        | Tournoi 2024 | CDM 2024 | Sélections (points) | Mathys Belaubre | Centre                 | France -20  | Oui | Oui | 4 (5) |
| Robin Couly       | Talonneur                            | Oui         | Non          | 3 (0)    |                     |                 |                        | France -20  |     |     |       |
| Léon Darricarrère | Centre                               | Oui         | Non          | 1 (0)    |                     |                 |                        | France -20  |     |     |       |
| Thomas Duchêne    | Pilier droit                         | Oui         | Oui          | 8 (0)    |                     |                 |                        | France -20  |     |     |       |
| Giorgi Gergedava  | Deuxième ligne, troisième ligne      | Géorgie -20 |              | Oui      | 2 (10)              |                 |                        |             |     |     |       |
| Piero Gritti      | Deuxième ligne, troisième ligne aile | Italie -20  | Oui          | Oui      | 9 (15)              |                 |                        |             |     |     |       |

### Sénior
En vue de la Coupe du monde 2023, plusieurs joueurs de l'ASM sont appelés pour préparer cette dernière. En premier lieu, Bautista Delguy, Marcos Kremer et Tomás Lavanini sont sélectionnés pour disputer le Rugby Championship 2023 avec l'Argentine. Par la suite, Kremer et Lavanini sont sélectionnés pour la Coupe du monde.
Fritz Lee est sélectionné avec les Samoa pour les matchs de préparation, puis pour la Coupe du monde.
George Moala est sélectionné pour les test matchs de préparation à la compétition planétaire également. Finalement, il est également sélectionné pour la Coupe du monde avec les Tonga.
De plus, Peceli Yato est initialement convoqué pour préparer la Coupe du monde avec les Fidji, cependant en cours de préparation il quitte le groupe fidjien de son propre chef.
Fritz Lee et George Moala font leur retour au club à l'issue de la phase de poule où leur équipe respective sont éliminées. Marcos Kremer doit arriver à Clermont à partir de la semaine du 6 novembre et Tomás Lavanini dans les deux semaines suivantes à cause d'une intervention chirurgicale, après leur parcours qui a vu l'Argentine terminer quatrième de la Coupe du monde.
Début janvier 2024, François Carlo Mey participe à un stage avec l'équipe d'Italie pour préparer le Tournoi des Six Nations débutant le mois prochain.
Fin janvier, Davit Khuroshvili, demi de mêlée des espoirs, est convoqué avec la Géorgie dans le cadre du Championnat international d'Europe. Il fête sa première cape lors de la première journée en sortie de banc contre l'Allemagne.
Mi-février, alors qu'il ne faisait pas partie du groupe italien jusque-là, François Carlo Mey est finalement convoqué par l'Italie pour préparer la troisième journée du Tournoi des Six Nations,.
En juin, François Carlo Mey est convoqué avec l'Italie afin de participer à la tournée estivale. Côté équipe de France, Giorgi Beria, Léon Darricarrère, Baptiste Jauneau, Joris Jurand et Killian Tixeront sont présélectionnés pour la première fois afin de préparer la tournée 2024 dans un groupe très rajeuni. Le futur joueur de l'ASM Régis Montagne fait également partie de ce pré-groupe. Finalement, les cinq clermontois sont confirmés dans la liste définitive tandis que le futur clermontois Montagne n'est pas conservé, avant d'être finalement rappelé en cours de tournée. Peceli Yato est quant à lui sélectionné avec les Fidji. De plus, Bautista Delguy et Marcos Kremer sont appelés par l'Argentine. En juillet, Giorgi Dzmanashvili est convoqué pour la première fois en équipe de Géorgie pour le reste de la tournée, il rejoint notamment le futur clermontois Giorgi Akhaladze dans cette sélection.
| Joueur              | Poste                  | Pays      | Compétitions        | Compétitions            | Compétitions | Compétitions                 | Compétitions | Sélections (points) |
| Joueur              | Poste                  | Pays      | Coupe du monde 2023 | Rugby Championship 2023 | Test match   | Tournoi des Six Nations 2024 | REC 2024     | Sélections (points) |
| ------------------- | ---------------------- | --------- | ------------------- | ----------------------- | ------------ | ---------------------------- | ------------ | ------------------- |
| Bautista Delguy     | Ailier                 | Argentine | Non                 | Oui                     | Oui          |                              |              | 2 (0)               |
| Marcos Kremer       | Troisième ligne aile   | Argentine | Oui                 | Oui                     | Oui          |                              |              | 11 (5)              |
| Tomás Lavanini      | Deuxième ligne         | Argentine | Oui                 | Oui                     | Oui          |                              |              | 8 (0)               |
| Giorgi Beria        | Pilier gauche          | France    | Non                 |                         | Oui          | Non                          |              | 0 (0)               |
| Léon Darricarrère   | Centre                 | France    | Non                 |                         | Oui          | Non                          |              | 0 (0)               |
| Baptiste Jauneau    | Demi de mêlée          | France    | Non                 |                         | Oui          | Non                          |              | 1 (0)               |
| Joris Jurand        | Ailier                 | France    | Non                 |                         | Oui          | Non                          |              | 0 (0)               |
| Killian Tixeront    | Troisième ligne aile   | France    | Non                 |                         | Oui          | Non                          |              | 1 (0)               |
| Giorgi Dzmanashvili | Pilier droit           | Géorgie   | Non                 |                         | Oui          |                              | Non          | 1 (0)               |
| Davit Khuroshvili   | Demi de mêlée          | Géorgie   | Non                 |                         | Non          |                              | Oui          | 1 (0)               |
| François Carlo Mey  | Centre, arrière        | Italie    | Non                 |                         | Oui          | Oui                          |              | 0 (0)               |
| Fritz Lee           | Troisième ligne centre | Samoa     | Oui                 |                         | Oui          |                              |              | 7 (10)              |
| George Moala        | Centre                 | Tonga     | Oui                 |                         | Oui          |                              |              | 3 (5)               |
| Peceli Yato         | Troisième ligne        | Fidji     | Non                 |                         | Oui          |                              |              | 0 (0)               |

## Transferts inter-saison 2024

### Arrivées
Mi-décembre 2023, alors qu'il est annoncé avoir signé à l'ASM Clermont à partir de la saison prochaine et pour deux saisons lors du mois précédent, le pilier droit international samoan du Leinster, Michael Alaalatoa, confirme sa venue. En juin, le club clermontois confirme son arrivée.
Toujours en décembre, il est annoncé que le troisième ligne polyvalent du Racing 92 Anthime Hemery s'est engagé pour l'ASM Clermont à partir de la saison prochaine. Finalement, il fait son arrivée de manière anticipée à partir du mois d'avril en tant que joker médical de Pierre Fouyssac pour la fin de saison,.
Le 25 mars, l'ancien entraîneur de l'ASM Clermont, Franck Azéma, désormais entraîneur de l'USA Perpignan annonce que son joueur, Sacha Lotrian pilier gauche, rejoint les rangs clermontois à partir de la saison prochaine.
Le 10 juin 2024, l'ASM Clermont officialise les venues de neuf nouveaux joueurs, dont les piliers Michael Alalaatoa et Sacha Lotrian précédemment cités, mais également deux autres piliers Giorgi Akhaladze et Régis Montagne, un talonneur Barnabé Massa, deux deuxièmes ligne Thomas Ceyte et Oskar Rixen, un centre/ailier Lucas Tauzin et l'arrière Kylan Hamdaoui notamment passé par le centre de formation du club durant sa jeunesse,.

### Départs
Le 19 octobre, l'ASM Clermont Auvergne annonce le départ de Paul Jedrasiak à la fin de la saison après treize années au club. En fin de saison, il est annoncé qu'il rejoint le Castres olympique.
Le 28 décembre, le club de l'USA Perpignan, entraîné par l'ancien entraîneur de l'ASM Clermont Franck Azéma, annonce le recrutement de Giorgi Beria, qui n'a pas été prolongé par le club clermontois et qui n'entre pas non plus dans les plans du staff.
Le 19 janvier, il est officialisé que Jules Plisson rejoint le club de Provence Rugby, en Pro D2, à l'issue de la saison.
Le 15 février, après avoir été informé à l'automne précédent que le staff du club ne souhaite pas le garder à la fin de son contrat, le talonneur Yohan Beheregaray annonce sa signature au Biarritz olympique, en Pro D2, pour la saison prochaine. Fin juin, le club basque confirme sa venue.
Le 11 mars, le CA Brive annonce l'arrivée de Henzo Kiteau à partir de la saison 2024-2025 de Pro D2. Trois jours plus tard, le CA Brive annonce également que Benjamin Boudou, prêté par l'ASM Clermont au club corrézien depuis décembre 2023, signe finalement un contrat de deux ans avec eux.
Le 29 mai, Thomas Rozière, ailier/arrière formé au club, est annoncé officiellement au Valence Romans DR, en Pro D2, pour la saison prochaine.
Le 8 juin, plusieurs joueurs sont célébrés pour leur dernier match au Marcel-Michelin, outre Jedrasiak, Beria, Plisson, Beheregaray, Kiteau et Rozière dont le départ est déjà officiel, le pilier gauche Daniel Bibi Biziwu, le deuxième ligne Tomás Lavanini et l'ailier Marvin O'Connor (retraite) quittent également le club. De plus, le jeune talonneur des espoirs Robin Couly, qui a fait quelques apparitions avec l'équipe professionnelle cette saison, n'est également pas conservé et rejoint le Racing 92,,.
Le 10 juin, l'équipe géorgienne du Black Lion annonce le recrutement du demi de mêlée géorgien des espoirs de l'ASM Clermont Davit Khuroshvili pour la saison prochaine. 
Le 13 juin, le nouveau club de Daniel Bibi Biziwu est officialisé : il rejoint la Section paloise pour la saison prochaine.
Quatre jours plus tard, le talonneur espoir Jean-Maxence Jules-Rosette, apparu à sept reprises en équipe première en deux saisons, fait son départ du club et rejoint l'USON Nevers en Pro D2. Le lendemain, le même club annonce que Chris Gabriel, prêté depuis le mois de février par l'ASM, rejoint définitivement l'USON Nevers.
Le 24 juin, le Lyon OU annonce la venue de Tomás Lavanini à partir de la saison prochaine.
Le lendemain, Christophe Urios annonce que Rabah Slimani n'est pas conservé par le club, ce dernier devait poursuivre en tant qu'entraîneur mais il souhaite finalement continuer à jouer et le Leinster lui a fait une offre sur laquelle l'ASM ne peut pas s'aligner, courant juillet le Leinster annonce le recrutement de Slimani. De plus, Urios annonce également le prêt de l'espoir Giorgi Dzmanashvili au Biarritz olympique pour la saison prochaine.
À la même période, le centre Julien Hériteau, en fin de contrat, n'est pas conservé et rejoint le FC Grenoble en Pro D2,.
Début juillet, Kévin Viallard, de retour de prêt avec le Stade montois, est à nouveau prêté pour la saison à Provence Rugby en Pro D2.
Le demi d'ouverture formé au club Gabin Michet, prêté durant la saison à l'US Carcassonne, ne fait pas son retour au club et prolonge son contrat avec le club audois jusqu'en 2026.

## Récompenses individuelles
- Top 14 :
  - Membre du XV des mois d'août et septembre : Joris Jurand.
  - Membre du XV du mois de novembre : Folau Fainga'a[205].
  - Membre du XV du mois de février : Folau Fainga'a[206].
  - Membre du XV du mois d'avril : Giorgi Beria[207].
  - Membre du XV du moi de mai : Léon Darricarrère, Baptiste Jauneau, Joris Jurand[208].
- Challenge Cup :
  - Meilleur réalisateur de la compétition : Anthony Belleau (81 points)[135].

## Supersevens

### Effectif
Paul Albaladejo est à la tête de l'équipe pendant le tournoi du Supersevens.
| Nom                  | Naissance        | Nationalité sportive | Club/équipe actuel(le) | Statut        | Sélection pour l'étape | Sélection pour l'étape | Sélection pour l'étape | Sélection pour l'étape |
| Nom                  | Naissance        | Nationalité sportive | Club/équipe actuel(le) | Statut        | Clermont-Ferrand       | Lyon                   | Pau                    | Nanterre               |
| -------------------- | ---------------- | -------------------- | ---------------------- | ------------- | ---------------------- | ---------------------- | ---------------------- | ---------------------- |
| Amona Artaud         | 25 octobre 2003  | France               | ASM Clermont           | Espoir        | ✔️                     | ✔️                     | ✔️                     | ✔️                     |
| Jules Bousquet       | 29 octobre 2004  | France               | ASM Clermont           | Espoir        | ❌                     | ❌                     | ✔️                     | ✔️                     |
| Antoine Chalus-Cercy | 17 janvier 2005  | France               | ASM Clermont           | Espoir        | ✔️                     | ✔️                     | ✔️                     | ❌                     |
| Jordan Conroy (en)   | 10 mars 1994     | Irlande              | Irlande à sept         | Professionnel | ❌                     | ❌                     | ❌                     | ✔️                     |
| Yerim Fall           | 24 juin 2003     | France               | ASM Clermont           | Espoir        | ✔️                     | ✔️                     | ✔️                     | ✔️                     |
| Kurt Heatherley      | 1er janvier 1995 | Nouvelle-Zélande     | US Issoire             | Amateur       | ✔️                     | ✔️                     | ✔️                     | ✔️                     |
| Perry Mayo           | 9 avril 2002     | France               | USON Nevers            | Espoir        | ✔️                     | ✔️                     | ✔️                     | ❌                     |
| Max McFarland (en)   | 13 juillet 1993  | Écosse               | Grande-Bretagne à sept | Professionnel | ✔️                     | ✔️                     | ✔️                     | ✔️                     |
| Harry McNulty (en)   | 5 mars 1993      | Irlande              | Irlande à sept         | Professionnel | ❌                     | ❌                     | ❌                     | ✔️                     |
| Samuel M'Foudi       | 8 mai 2002       | France               | ASM Clermont           | Espoir        | ❌                     | ❌                     | ❌                     | ✔️                     |
| Josevata Nalaqwa     | 23 ans           | Fidji                | Fiji Rugby             | -             | ✔️                     | ✔️                     | ✔️                     | ❌                     |
| Marvin O'Connor      | 18 avril 1991    | France               | ASM Clermont           | Professionnel | ✔️                     | ✔️                     | ✔️                     | ✔️                     |
| Beltrán Ortega       | 13 janvier 2005  | Espagne              | ASM Clermont           | Espoir        | ✔️                     | ✔️                     | ✔️                     | ✔️                     |
| Lucas Oudard         | 13 juin 2001     | France               | ASM Clermont           | Espoir        | ✔️                     | ❌                     | ✔️                     | ✔️                     |
| Tira Patterson       | 28 mai 1998      | Fidji                | Fiji Rugby             | -             | ✔️                     | ✔️                     | ✔️                     | ✔️                     |
| Freddie Roddick      | 18 janvier 1999  | Angleterre           | Grande-Bretagne à sept | Professionnel | ✔️                     | ✔️                     | ✔️                     | ❌                     |
| Thomas Rozière       | 13 avril 2000    | France               | ASM Clermont           | Professionnel | ✔️                     | ✔️                     | ❌                     | ❌                     |
| Killian Tixeront     | 22 janvier 2002  | France               | ASM Clermont           | Professionnel | ✔️                     | ❌                     | ❌                     | ❌                     |
| Yoni Tuataane        | 22 octobre 2003  | France               | ASM Clermont           | Espoir        | ❌                     | ✔️                     | ❌                     | ❌                     |
| Viliame Tutuvuli     | 10 octobre 2001  | Fidji                | ASM Clermont           | Espoir        | ❌                     | ❌                     | ✔️                     | ❌                     |

### Déroulement de la compétition
Pour la quatrième édition du Supersevens la compétition de rugby à sept se déroule en quatre étapes. Trois étapes qualificatives sont organisées en septembre, au lieu du mois d'août lors des saisons précédentes à cause de la reprise plus précoce du Top 14 due à la Coupe du monde, dans trois villes différentes :
- Clermont-Ferrand le 15 septembre au Stade Marcel-Michelin
- Lyon le 22 septembre au Stade de Gerland
- Pau le 29 septembre au Stade du Hameau

Au cours de chacune des trois étapes de classement, 28 matchs de deux fois sept minutes sont disputées.
Les vainqueurs d'étape et les meilleures équipes du classement général de cette tournée estivale se retrouvent et forment un top 8 pour ensuite se disputer le titre de champion de France lors de la grande finale organisée le 22 octobre 2023 à la Paris La Défense Arena. Les 14 équipes du Top 14 participent au tournoi ainsi que les Barbarians français et Monaco Rugby Sevens.
| Étape   | Stade                  | Ville            | Date              | Nombre de participants | Vainqueur                    | Place de l'ASM |
| ------- | ---------------------- | ---------------- | ----------------- | ---------------------- | ---------------------------- | -------------- |
| Étape 1 | Stade Marcel-Michelin  | Clermont-Ferrand | 15 septembre 2023 | 16                     | Union Bordeaux Bègles sevens | 3e             |
| Étape 2 | Stade de Gerland       | Lyon             | 22 septembre 2023 | 16                     | Section paloise sevens       | 15e            |
| Étape 3 | Stade du Hameau        | Pau              | 29 septembre 2023 | 16                     | Section paloise sevens       | 5e             |
| Finale  | Paris La Défense Arena | Nanterre         | 22 octobre 2023   | 8                      | Barbarians français sevens   | 3e             |

#### Étape de Clermont-Ferrand
L'étape de Clermont-Ferrand se déroule le 15 septembre 2023 au Stade Marcel-Michelin, l'ASM Clermont à donc l'opportunité de jouer à domicile pour la première fois dans le cadre de cette compétition :
| Équipe 1             | Score   | Équipe 2         | Catégorie                   |
| -------------------- | ------- | ---------------- | --------------------------- |
| Oyonnax Rugby        | 0 - 38  | ASM Clermont     | Huitième de finale          |
| Stade français Paris | 17 - 26 | ASM Clermont     | Quart de finale             |
| Monaco Rugby Sevens  | 22 - 21 | ASM Clermont     | Demi-finale                 |
| ASM Clermont         | 33 - 0  | Stade toulousain | Match de classement (3e-4e) |

À l'issue de l'étape, l'ASM se classe à la 3e place ainsi qu'à la 3e place du classement général.

#### Étape de Lyon
L'étape de Lyon se déroule le 22 septembre 2023 au Stade de Gerland :
| Équipe 1        | Score   | Équipe 2             | Catégorie                    |
| --------------- | ------- | -------------------- | ---------------------------- |
| Section paloise | 28 - 17 | ASM Clermont         | 1/8 de finale                |
| ASM Clermont    | 0 - 7   | Stade français Paris | Match de classement (9e-16e) |

Le club termine cette manche en 15e position, soit l'avant-dernière place. À l'issue de la deuxième étape du tournoi, l'ASM se classe à la 9e place du classement général.

#### Étape de Pau
L'étape de Pau se déroule le 29 septembre 2023 au Stade du Hameau :
| Équipe 1       | Score   | Équipe 2            | Catégorie                   |
| -------------- | ------- | ------------------- | --------------------------- |
| USA Perpignan  | 12 - 22 | ASM Clermont        | 1/8 de finale               |
| ASM Clermont   | 19 - 24 | Monaco Rugby Sevens | Quart de finale             |
| Montpellier HR | 7 - 40  | ASM Clermont        | Match de classement (5e-8e) |

Le club termine cette étape en 5e position. À l'issue de la troisième étape du tournoi, l'ASM se classe à la 6e place du classement général. Le club se qualifie donc pour l'étape finale du Supersevens 2023 à la Paris La Défense Arena de Nanterre le 22 octobre 2023.

#### Classement général
| Position          | 1er | 2e | 3e | 4e | 5e | 6e | 7e | 8e | 9e | 10e | 11e | 12e | 13e | 14e | 15e | 16e |
| Points par étapes | 20  | 18 | 16 | 14 | 12 | 11 | 10 | 9  | 8  | 7   | 6   | 5   | 4   | 3   | 2   | 1   |

- En gras les équipes vainqueurs d’un tournoi et directement qualifiées pour la finale

| Classement général | Classement général    | Classement général | Classement général | Classement général | Classement général |
| Rang               | Équipes               | Clermont-Ferrand   | Lyon               | Pau                | Total points       |
| ------------------ | --------------------- | ------------------ | ------------------ | ------------------ | ------------------ |
| 1                  | Monaco Rugby Sevens T | 18                 | 18                 | 16                 | 52                 |
| 2                  | Section paloise       | 7                  | 20                 | 20                 | 47                 |
| 3                  | Union Bordeaux Bègles | 20                 | 9                  | 18                 | 47                 |
| 4                  | Barbarians français   | 9                  | 12                 | 14                 | 35                 |
| 5                  | Racing 92             | 12                 | 16                 | 6                  | 34                 |
| 6                  | ASM Clermont          | 16                 | 2                  | 12                 | 30                 |
| 7                  | Aviron bayonnais      | 4                  | 14                 | 10                 | 28                 |
| 8                  | Stade français Paris  | 11                 | 8                  | 8                  | 27                 |
| 9                  | Lyon OU               | 5                  | 11                 | 11                 | 27                 |
| 10                 | Stade toulousain      | 14                 | 6                  | 7                  | 27                 |
| 11                 | Stade rochelais       | 10                 | 10                 | 5                  | 25                 |
| 12                 | Montpellier HR        | 8                  | 7                  | 9                  | 24                 |
| 13                 | USA Perpignan         | 6                  | 3                  | 3                  | 12                 |
| 14                 | RC Toulon             | 3                  | 5                  | 4                  | 12                 |
| 15                 | Castres olympique     | 2                  | 4                  | 1                  | 7                  |
| 16                 | Oyonnax Rugby         | 1                  | 1                  | 2                  | 4                  |

| Légende                      |
| Qualifié pour l'étape finale |

| Abréviations : - T : tenant du titre |

#### Étape finale
L'étape finale se déroule le 22 octobre 2023 à la Paris La Défense Arena de Nanterre :
| Équipe 1              | Score   | Équipe 2     | Catégorie                   |
| --------------------- | ------- | ------------ | --------------------------- |
| Union Bordeaux Bègles | 10 - 12 | ASM Clermont | Quart de finale             |
| Section paloise       | 21 - 19 | ASM Clermont | Demi-finale                 |
| Monaco Rugby Sevens   | 21 - 29 | ASM Clermont | Match de classement (3e-4e) |

Lors du dernier match de la compétition, l'ASM Clermont s'impose 29 à 21 contre Monaco Rugby Sevens et termine la compétition à la troisième place du classement.

### Classement final
| # | Équipes               |
| - | --------------------- |
| 1 | Barbarians français   |
| 2 | Section paloise       |
| 3 | ASM Clermont          |
| 4 | Monaco Rugby Sevens   |
| 5 | Stade français Paris  |
| 6 | Aviron bayonnais      |
| 7 | Union Bordeaux Bègles |
| 8 | Racing 92             |